# واقعه آتش‌سوزی مسجد جامع کرمان
واقعه آتش‌سوزی مسجد جامع کرمان به رخدادی در ۲۴ مهر ۱۳۵۷ گفته می‌شود. در آن روز، گروهی از مردم شهر کرمان به دعوت روحانی‌های شهر و برای یادبود چهلم کشته‌شدگان میدان ژاله تهران، مراسمی در مسجد جامع کرمان برگزار کردند. با افزایش تجمع مردم و تند شدن شعارها، گروهی از زاغه‌نشینان کرمان (به روایتی، کولی‌ها)، با حمایت مأموران شهربانی وارد مسجد جامع شدند و طی درگیری، عده‌ای از مردم کشته و زخمی شدند. این رخداد، تأثیر مستقیمی بر جریان مبارزات مردم کرمان و استان‌های دیگر در جریان انقلاب داشت.

## شرح واقعه
در روز چهلم شهدای ۱۷ شهریور تهران  ساعت ۸صبح در روز ۲۴ مهر ۱۳۵۷، بنابر گزارش ساواک حدود ۵هزار نفر از مردم کرمان جهت بزرگداشت آن‌ها، به دعوت علما و روحانیون کرمان در مسجد جامع این شهر اجتماع کرده بودند. در این روز بازار و کلیه مغازه‌ها تعطیل شده بود.
در این میان، بنابر گزارشگر روزنامه کیهان حدود ۳۰۰نفر (گزارش ساواک ۱۰۰۰نفر)  ساکنین زاغه‌نشین، با در دست داشتن چوب و میله آهنی و دادن شعارهایی به نفع حکومت، در ساعت ۱۱:۳۰ هنگامی که حجت الاسلام صمدانی واعظ مسجد جامع مشغول سخنرانی بود، به مسجد رسیدند.
مهاجمان، نخست دوچرخه‌ها و موتورهای مردم را آتش زدند که با واکنش مردم مواجه شدند و درگیری و زد و خوردی میان مردم و کولیها بوجود آمد. در این هنگام نیروهای شهربانی با استفاده از گاز اشک آور و شلیک هوایی سعی در متفرق کردن آنها داشتند. در همین هنگام عده‌ای دیگر از مهاجمین به پشت‌بام مسجد رفتند و با پرتاب آجر جمعیت داخل مسجد را مورد حمله قرار دادند. در این میان آیت الله صالحی و آیت الله رخشاد نجفی به دلیل پخش گازهای اشک آور بیهوش شدند و سپس عده ای دیگر از کولیها به سمت مردم حمله کردند و عده ای را مجروح و زخمی کردند.
در اثر این واقعه، قسمتی از وسایل مسجد و ساختمان مسجد آتش گرفت و تعدادی از قرآن‌های داخل مسجد هم سوختند. پس از آن به گزارش روزنامه اطلاعات ۷۰ باب مغازه در خیابان شاهپور به آتش کشیده شد و شیشه‌های چندین بانک و موسسات بزرگ تجاری تخریب شد.

## تعداد کشته و زخمی‌ها
ساواک در گزارش‌های خود می‌نویسد:در طی این رخداد ۴۸ نفر مجروح و یک نفر کشته شده‌است. روزنامه کیهان هم به نقل از مقامات مسئول کرمان اعلام کرد یک نفر در این حادثه کشته شده‌است. روزنامه اطلاعات در گزارش خود دربارهٔ این حادثه تعداد مجروحین را ۴۸ نفر اعلام می‌کند که در بیمارستانهای شیروخورشید سرخ، راضیه فیروز، ۲۴ اسفند و مهرابی بستری گردیده‌اند.
اما طبق یادداشت‌ها و بعضی از مقالات کشته‌های این حادثه را دو نفر اعلام می‌کنند:از محمد باقدرت جوپاری اولین و در منابعی دیگر از غلامرضا یزدان‌شناس به عنوان دومین کشته یاد شده‌است.

## شاهدان
قاسم سلیمانی که در ۲۲سالگی شاهد ماجرا بوده، روایت خود از حادثه را در زندگی‌نامهٔ خود شرح داده است.